# Леон де Уануко
«Леон де Уа́нуко» (исп. Club Deportivo León de Huánuco) — перуанский футбольный клуб из города Уануко. Вице-чемпион Перу 2010 года. На данный момент выступает в Кубке Перу, втором по уровню футбольном турнире страны.

## История

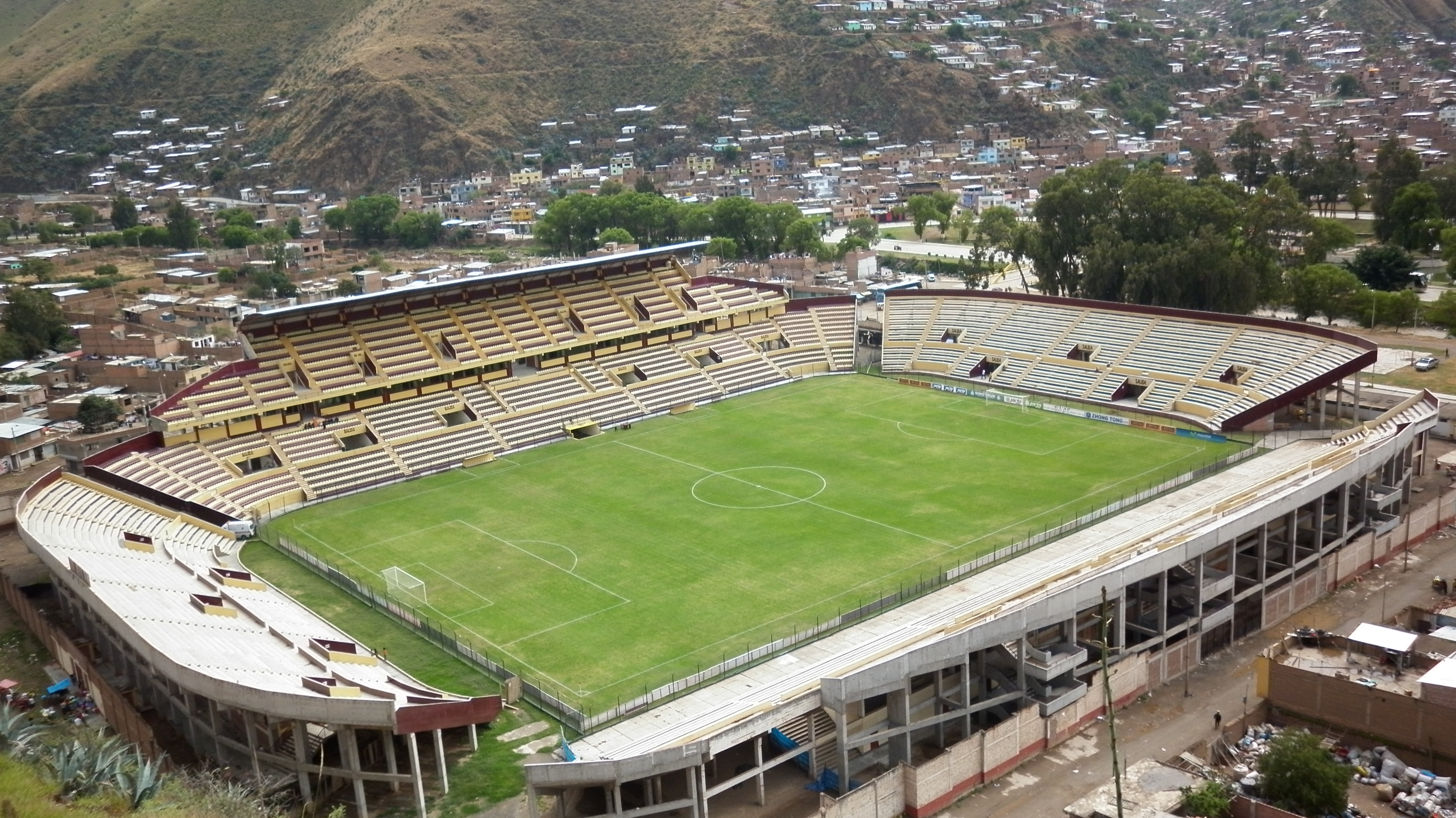
Стадион Эраклио Тапия

«Леон де Уануко» был основан 29 июня 1946 года группой любителей футбола во главе с Луисом Альберто Маррочином Андия при Национальном колледже Леонисио Прадо в городе Уануко (ранее — Горный колледж) с целью развивать спорт среди студентов и преподавателей. Однако постепенно команда стала участвовать в соревнованиях всё более высокого уровня, пока в начале 1960-х годов не вышла на региональный, а затем и на национальный уровень.
К 1972 году, когда «львы» впервые смогли пробиться в финал общенационального Кубка Перу, в городе уже сложилось противостояние этой команды и клуба «Альянса Универсидад» (в тов время — «Альянса Уануко»), основанного на 7 лет раньше. Данный успех позволил «Леону» получить место в Первом (главном) дивизионе чемпионата Перу на следующий сезон, и это был первый успех команд из Уануко подобного рода. «Альянсе» же впоследствии удалось сыграть в элитном дивизионе лишь 1 сезон, в 1990 году. Примечательно, что все футболисты «Леона» в 1972 году были уроженцами Уануко.
В целом, 1970-е годы были годами расцвета перуанского футбола. Сборная Перу дважды доходила до 1/4 финала чемпионатов мира, а в 1975 году завоевала Кубок Америки. Один из игроков той золотой плеяды, Хулио Мелендес, в 1978—1979 годах завершал свою игровую карьеру в «Леоне де Уануко», одновременно и тренируя команду. Как раз в 1979 году «Леон» впервые вылетел из Высшего дивизиона, однако в 1980 году впервые в своей истории клуб завоевал Кубок Перу (не путать с обычным европейским Кубком страны — это межрегиональное соревнование даёт путёвку в Высший дивизион Перу, выступая в качестве кубкового аналога Второго дивизиона; однако в Перу есть и «лиговый» Второй дивизион, победитель которого получает вторую путёвку в элиту).
В 1981 году клуб занял пятое место в чемпионате Перу. За команду в том сезоне выступал Фернандо Куэльяр, бывший игрок сборной Перу (в 1971—1975 годы), который завершил карьеру футболиста в 1976 году, но возобновил её спустя пять лет специально для того, чтобы сыграть за «Леон». В 1987 году Куэльяр возглавит сборную Перу на Кубке Америки в качестве главного тренера. Но в 1983 году «Леон» занял последнее место в Десцентралисадо и вернулся во второй дивизион. В следующем году в низших дивизионах страны произошли изменения — были организованы региональные лиги и «Леон» стал выступать в Центральной региональной лиге, практически не участвуя в борьбе за возвращение в элиту до 1991 года.
В том году президентом клуба стал Лусмило Темпло, бизнесмен, который сумел существенно поправить финансовое положение команды. «Леон» выиграл центральную зону и попал в финальную пульку из восьми команд, в числе которых был такой титулованный клуб, как «Спорт Бойз». «Леон де Уануко» не стушевались и сумели занять в этом объединительном турнире второе место. Но в 1992 году в структуре лиг произошли очередные реформы и в Высший дивизион «Леон» попал просто на правах победителя центральной зоны второго дивизиона (вместе с командой, занявшей второе место в той же зоне). Перед началом сезона «Леон» был одним из главных поставщиков громких новостей на трансферном рынке Перу, команда существенно укрепила свои ряды, но это не помогло ей финишировать выше середины турнирной таблицы.
Но в 1994 году укрепление рядов всё же дало о себе знать и «Леон» занял в том сезоне четвёртое место — высшее для клуба за всю историю. Впереди были лишь три традиционных перуанских гранда — «Спортинг Кристал» (чемпион), «Университарио» и «Альянса Лима». Возглавлял команду Рамон Кирога, бывший игрок сборной Перу на чемпионате мира 1978 года.
В 1995 году «Леон», едва не пробившийся в Кубок Либертадорес, постиг тяжёлый экономический кризис. Набрав всего лишь 15 очков в двухкруговом турнире из 16 команд, «Леон» с треском вылетел в региональную лигу. Единственным ярким пятном в том сезоне стал дебют воспитанника клуба 16-летнего Йохана Фано, который в будущем выступаk за различные перуанские команды, сборную страны, а в 2010 году ставшего лучшим бомбардиром и игроком чемпионата Мексики в составе «Атланте».
С приходом в 2008 году в команду Луиса Пикона в качестве президента, дела у «Леона» стали резко поправляться. В 2009 году «Леон» во второй раз в своей истории завоевал Кубок Перу и, наконец, спустя полтора десятилетия, сумел добиться возвращения в элиту. И в 2010 году команда не остановилась в своём прогрессе, сумев выйти в финал чемпионата страны, где уступила более опытному «Сан-Мартину», ставшему чемпионом Перу уже в третий раз за последние 4 года. Это второе место позволило «Леону» получить прямую путёвку в Кубок Либертадорес 2011 года, который станет первым международным турниром для «кремовых».

## Достижения
- Вице-чемпион Перу(1): 2010
- Обладатель Кубка Перу(2): 1980, 2009